# Де Тони, Джованни Баттиста
Джованни Баттиста Де Тони (итал. Giovanni Battista De Toni, 1864 — 1924) — итальянский химик, врач, миколог, птеридолог и альголог.

## Биография
Джованни Баттиста Де Тони родился в 1864 году в Венеции в Италии.
В 1885 году окончил Падуанский университет, где изучал естественные науки и химию у Пьера Андреа Саккардо и Франческо Филиппуцци. Несколько лет работал библиотекарем в музее Падуи. Затем преподавал ботанику в Камеринском университете и был префектом университетского ботанического сада. Выполняя обязанности профессора ботаники в Сассари, Де Тони переехал в Модену, где с 1903 года он также работал профессором ботаники и заместителем директора ботанического сада. За свою карьеру совершил множество научных поездок по Европе, в которых встречался и обменивался опытом с такими учёными, как Якоб Георг Агард, Альфред Матье Жиар, Луи Манжен и Нарсис Теофиль Патуйяр.
Ранние работы Джованни касались в основном систематики растений. Более поздние исследования охватывали области физиологии и географии растений. В 1889 году он начал работу над «Sylloge algarum omnium hucusque cognitarum», масштабным проектом, который представлял собой справочник по всем известным на тот момент водорослям. В сотрудничестве с Саккардо он внес важный вклад в создание справочника по грибам Sylloge fungorum omnium husque cognitorum. В 1922 году опубликовал работу о Леонардо да Винчи под названием «Le piante e gli animali in Leonardo da Vinci» («Растения и животные в произведениях Леонардо да Винчи»).
В 1890 году Джованни стал выпускать журнал La nuova notarisia: rassegna trimestrale consacrata allo studio delle alghe, и работал его главным редактором до 1923 года.

## Избранные работы
- Pier Andrea Saccardo, Paul Sydow, Augusto Napoleone Berlese, Domenico Saccardo & Giovanni Battista de Toni (1882—1931) Sylloge Fungorum omnium hucusque cognitorum: volumes 1-25
- Giovanni Battista de Toni (1887) «Revisio monographica generis Geastris Mich. e tribum Gasteromycetum: 2.» (Monographic revision of the genus Geastrum Micheli and of the tribe Gasteromycetum) in Revue Mycologique 9:35 pp. 125—133
- Giovanni Battista de Toni (1887) «Revisio monographica generis Geastris Mich. e tribum Gasteromycetum: 1.» (Monographic revision of the genus Geastrum Micheli and of the tribe Gasteromycetum) in Revue Mycologique 9:34 pp. 61 — 77
- Giovanni Battista de Toni (1889—1924) Sylloge algarum omnium hucusque cognitarum (Index of all algae, as currently understood)
- Giovanni Battista de Toni (1890—1925) La nuova notarisia, rassegna consacrata allo studio delle alghe (The new notices, dedicated to the study of algae)
- Giovanni Battista de Toni (1922) Le piante e gli animali in Leonardo da Vinci (The plants and animals in (the works of) Leonardo da Vinci)[6]

## Таксоны, названные в честь Дж. Б. Де Тони
- Detonia Sacc. 1889 (=Plicaria)
- Detonina Kuntze 1891 (=Apiospora)
- Fusarium detonianum Sacc. 1886
- Marasmius detonianus Sacc. & Cub. 1887
- Uragoga detoniana Kuntze, 1891 (=Psychotria minutiflora)